# Johan Pitka
Johan Pitka (Jalgsema, 18 de febrero de 1872-Tallin, 22 de noviembre de 1944) fue un empresario estonio, capitán de barco y contralmirante (1919). Fue el comandante de la Armada de Estonia en la guerra de independencia de Estonia.
Johan Pitka fue uno de los personajes principales en la organización de las Fuerzas de Defensa de la recién establecida República de Estonia en noviembre de 1918, al final de la Primera Guerra Mundial, cuando las fuerzas de ocupación alemanas comenzaron a salir de Estonia, y hubo una amenaza de invasión del Ejército Rojo recién establecido. Johan Pitka fue el creador y principal organizador de la Liga de Defensa de Estonia, los trenes blindados de Estonia, los vehículos blindados y la Armada de Estonia. Fue nombrado comandante de la Armada de Estonia en diciembre de 1918 y la condujo a través de la victoriosa Guerra de Independencia de Estonia sin perder un barco. Debido a su compromiso con su país, a Johan Pitka a menudo se le llama "el Espíritu de la Guerra de Independencia de Estonia".

## Primeros años
Pitka estudió en las escuelas marinas de Käsmu, Kuressaare y Paldiski y se convirtió en Master Mariner. De 1889 a 1907 trabajó en veleros. En 1895 estaba en el primer velero en transitar por el canal de Kiel en Alemania. De 1904 a 11 vivió en Gran Bretaña. Después del comienzo de la Revolución Rusa de 1917, Pitka se volvió activo en la sociedad y comenzó a organizar a los soldados estonios que regresaban y que lucharon en el ejército ruso durante la Primera Guerra Mundial. Después de que los comunistas lo sentenciaran a muerte, se vio obligado a pasar a la clandestinidad. Cuando los alemanes ocuparon Estonia en 1918, Pitka comenzó a organizar la Liga de Defensa.

## Guerra de la independencia de Estonia
Al comienzo de la Guerra de Independencia de Estonia, la Liga de Defensa era una de las principales fuerzas de la República de Estonia, y en ese momento Pitka también comenzó a organizar los trenes blindados. El primer tren blindado estuvo listo diez días después del comienzo de la guerra y el segundo estuvo listo dos semanas después. En total, se construyeron 12 trenes blindados durante la guerra (solo uno se perdió en la batalla) y jugaron un papel crucial en la victoria de la guerra de independencia de Estonia. Muchos llamaron a Pitka "el padre de los trenes blindados" y "el Espíritu de la Guerra de la Independencia" por esto.
Pitka también fue uno de los principales organizadores de la Armada de Estonia. En diciembre de 1918 se convirtió en el comandante de la Armada de Estonia y la dirigió en todas las operaciones importantes, incluido el apoyo a la 1.a División de Estonia en la captura de Narva de la RSFS de Rusia en enero de 1919 y el apoyo a la 3.a División de Estonia atacando las fortificaciones navales de Landeswehr en Riga en Julio de 1919. En septiembre de 1919 alcanzó el grado de contralmirante. Pitka se retiró en noviembre de 1919. En 1920, por su servicio en la región del Báltico durante y después de la Revolución Rusa de 1917, Pitka recibió el título de caballero - caballero comandante de San Miguel y San Jorge (KCMG) - por el rey de Gran Bretaña George V la recomendación del almirante británico Walter Cowan.

## Post guerra de independencia y participaciones
Como ex marinero mercante y representante de Canadian Pacific Railway Co., Pitka estaba familiarizado con las políticas de inmigración de Canadá, la disponibilidad de tierras para la agricultura y la belleza natural de Canadá. La promesa de nuevas carreteras y la extensión del ferrocarril hizo que Pitka estableciera un asentamiento en el área de Sowchea de Fort St. James, Columbia Británica. El área de Sowchea estaba ubicada al otro lado del lago Stuart desde el puesto comercial de Hudson Bay Company.
El 3 de abril de 1924, un grupo de colonos estonios llegó a Fort St. James, cuya población era de aproximadamente 50 caucásicos y 500 nativos indígenas. Los colonos iniciales fueron la familia de Pitka compuesta por: Lady Mari-Helene Pitka, sus hijos Edward y Stanley, sus hijas Saima y Linda y su yerno, el teniente Aleksander Päären; familias Andrekson, Rosin y Saar; El Coronel Steinman, el Sr. Nilk y el Sr. Pärtelson con esposas; y los Sres. Kuusk, Olem, Puhm, Sulakatk, Vaimel, Unger y Wilmanson. Comenzaron a ocupar más de 300 hectáreas de tierra. Los colonos estonios vivían felices con los funcionarios de la Bahía de Hudson, la gente local de Dakelh y otros residentes. Aunque intentaron sembrar cultivos, criar ovejas, lecherías y aserraderos, una existencia sustentable resultó difícil de alcanzar, en gran parte porque era extremadamente difícil llevar sus productos al mercado debido a un cambio en el gobierno provincial y una devaluación del dólar canadiense durante la depresión. El retraso en el desarrollo local y el frustrante acceso a los mercados hicieron que todos los miembros del grupo se mudaran a otro lugar o regresaran a Estonia en 1932. Los lugares emblemáticos alrededor de Fort St. James todavía llevan su nombre (por ejemplo, Pitka Mountain, Pitka Bay, Pitka Bay Resort, Lind (a ) Lago, Colony Point y Parque Provincial Paaren's Beach). En 2009, se inauguró un monumento en honor a Pitka en Fort St. James
A su regreso a Estonia, siguieron algunos años prósperos para los Pitkas. Johan Pitka fue uno de los líderes de la Liga de los Libertadores durante un breve período, pero dejó la organización en 1932. En 1937 también fue miembro de la Asamblea Nacional Constituyente (Rahvuskogu). Después de la ocupación soviética en junio de 1940, Pitka escapó de Estonia a Finlandia. En 1941 la tragedia golpeó a la familia Pitka, sus tres hijos fueron arrestados por los ocupantes soviéticos y murieron. En 1944, Pitka regresó a Estonia para organizar la resistencia militar para luchar por la independencia de Estonia. Se cree que Pitka murió en una batalla de 1944. La esposa y las hijas de Pitka con sus maridos huyeron a Suecia en 1944, volvieron a emigrar a Canadá en 1948 y se establecieron en Vancouver, B.C. y estan enterrados alli.